# Platybletes basilewskyi
Platybletes basilewskyi är en skalbaggsart som beskrevs av Thérond 1952. Platybletes basilewskyi ingår i släktet Platybletes och familjen stumpbaggar. Inga underarter finns listade i Catalogue of Life.